# Traktat vom Narziß
Traktat vom Narziß – Theorie des Symbols (französisch Le Traité du Narcisse – Théorie du symbole) ist eine symbolistische Programmschrift von André Gide, die 1891 erschien.

## Inhalt
1
Narziß träumt vom Paradies, dem – doch begrenzten – Garten der Ideen. Das Paradies wird als ein zeitloses Areal verstanden - „vollkommen wie eine Zahl“ und durchzogen von merkwürdigen Harmonien: „Eine stetige Symphonie“ schwebt über dem Paradies. Adam – der noch unbeweibte Paradiesbewohner – lauscht den „vollkommenen Akkorden“.
2
Obwohl oben das Paradies als Garten ohne Vergangenheit und Zukunft definiert wurde, erschafft Narziß jenes Areal ständig neu unter seinem Dichterblick. Schauend in den Fluss der Zeit, kristallisiert er die vorbeiströmenden Dinge, kreiert Ruhe.
3
Narziß lässt somit Kunstwerke entstehen, Paradies-Teile, Inkarnationen einer Idee. Sofern es sich dabei um Sprachkunstwerke handelt, sind diese rhythmisch, fehllos und aus stolzen Wörtern gebaut. In solchen kristallinen Werken „kommt die Idee langsam zur Ruhe“.

## Rezeption
- Krebber untersucht das Traktat ein wenig ausführlicher.[2] Gide behandle zwei Punkte – die „Seinsbestimmung des Kunstwerks“ und die „Moral des Dichters“. Er bereichere den antiken Narziß-Stoff „durch christliche Motive“. Gide konzipiere das Kunstwerk „als Wiederherstellung der … paradiesischen Vollkommenheit“. „Das Kunstwerk als geistige Einheit“ verstehe Gide „von der dargestellten Idee“ bis hin zum „dichterischen Ausdruck – als Überwindung eines Scheinens zugunsten eines Seins.“ Die Haltung des über den Strom der Zeit gebeugten Narziß bleibe doch insgesamt „ernst und feierlich.“
- Lang liest aus dem Traktat Gides „Hang zum traumhaft Verströmenden“ heraus.[3]
- Gide interpretiert Narziß als Sinnbild des Dichters.[4]
- Martin stellt knapp einige ins Auge springende Verbindungen des Textes zu „Die Hefte des André Walter“ heraus.[5]
- Bei Gide ist Narziß ein symbolistischer Dichter, der, träumerisch über sein Spiegelbild gebeugt, die eigene Seele ergründen möchte.[6]
- Erst durch den Blick des Narziß werden die Dinge belebt. Zuvor fristen sie ein Schattendasein.[7]

## Deutsche Ausgaben
Quelle
- Raimund Theis (Hrsg.), Peter Schnyder (Hrsg.): André Gide: Traktat vom Narziß – Theorie des Symbols. Aus dem Französischen übertragen von Christiane Brockerhoff. S. 155–167. Grundlage der Übersetzung war eine Ausgabe der Éditions Gallimard/Paris aus dem Jahr 1912.[8] Mit einem Nachwort von Marianne Kesting: „Zu Traktat vom Narziß“. S. 521–527. Gesammelte Werke in zwölf Bänden. Band VII/1, Deutsche Verlags-Anstalt Stuttgart 1991. 587 Seiten, ISBN 3-421-06467-9

Sekundärliteratur
- Renée Lang: André Gide und der deutsche Geist (frz.: André Gide et la Pensée Allemande). Übersetzung: Friedrich Hagen. Deutsche Verlags-Anstalt Stuttgart 1953. 266 Seiten
- Günter Krebber: Untersuchungen zur Ästhetik und Kritik André Gides. Kölner Romanistische Arbeiten. Neue Folge. Heft 13. Genf und Paris 1959. 171 Seiten
- Claude Martin: André Gide. Aus dem Französischen übertragen von Ingeborg Esterer. Rowohlt 1963 (Aufl. Juli 1987). 176 Seiten, ISBN 3-499-50089-2
- Ralf Konersmann: Die Unruhe der Welt. Frankfurt a. M. 2015. S. 46–65, ISBN 978-3-10-038300-6